# 萬庫奇里山
14°46′37″S 69°12′58″W / 14.77694°S 69.21611°W

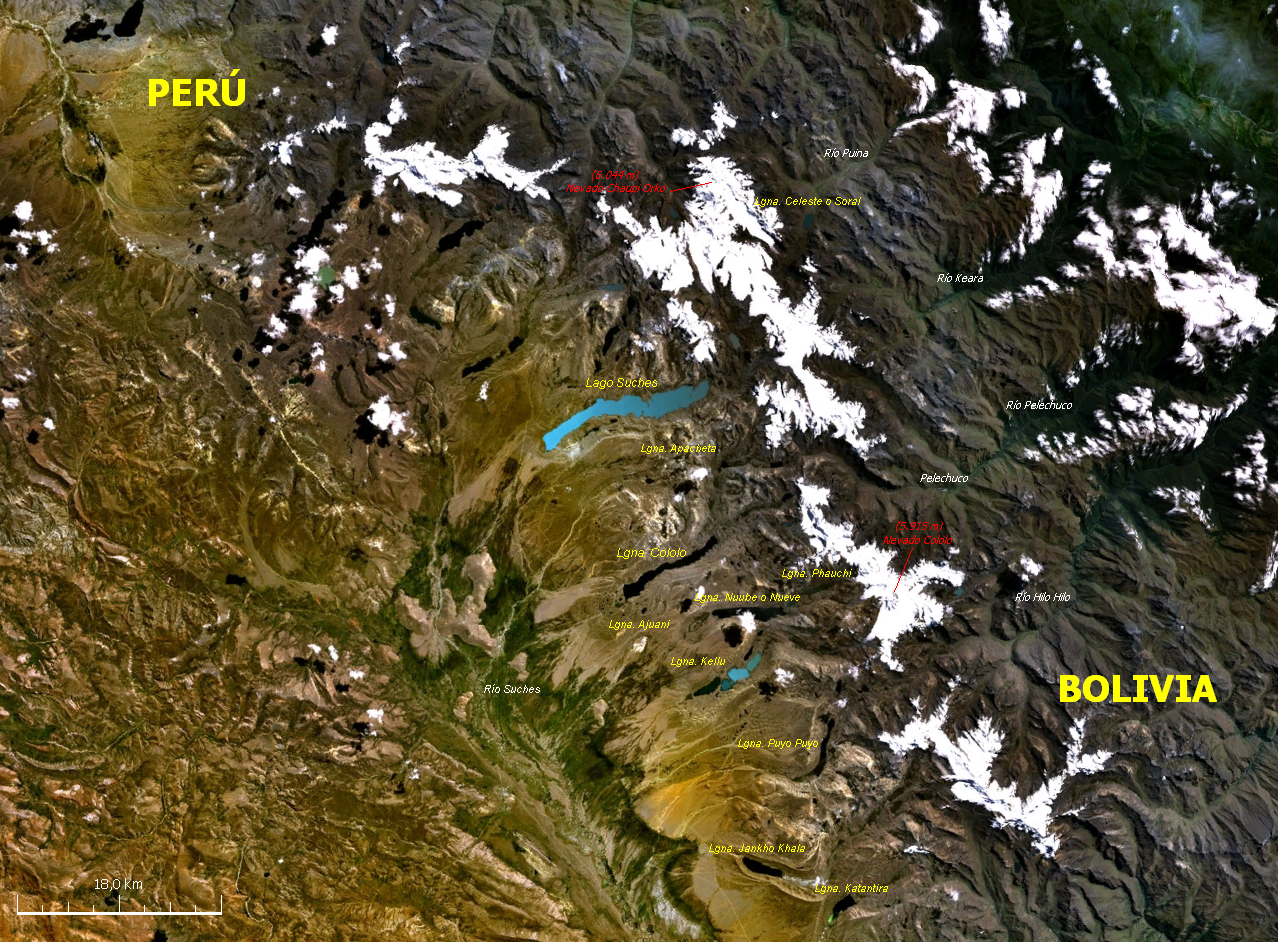
位于玻利维亚和秘鲁之间的阿波奥班巴山脉的卫星图像。

萬庫奇里山（Wank'uchiri），是玻利維亞的山峰，位於該國西部拉巴斯省的弗朗茨塔馬約省，處於基斯基科塔湖西北面、帕盧馬尼山和蘇切斯湖東南面，屬於安第斯山脈中阿波洛班巴山脈的一部分，海拔高度5,382米。